# Vincent Brady
Vincent Brady (ur. 14 marca 1936 w Dublinie, zm. 6 października 2020 tamże) – irlandzki polityk, przedsiębiorca i samorządowiec, poseł do Dáil Éireann, w latach 1991–1992 minister obrony.

## Życiorys
Kształcił się w College of Commerce w dublińskiej dzielnicy Rathmines. Z zawodu księgowy, prowadził własną działalność gospodarczą. Zaangażował się w działalność polityczną w ramach Fianna Fáil. W 1977 po raz pierwszy wybrany do Dáil Éireann w okręgu Dublin North Central. Z powodzeniem ubiegał się o reelekcję w pięciu kolejnych wyborach (w 1981, lutym 1982, listopadzie 1982, 1987 i 1989). W międzyczasie dwukrotnie wybierany w skład rady miejskiej Dublina.
Od marca 1982 do listopada 1991 zajmował stanowisko ministra stanu w departamentach premiera oraz obrony (z funkcją government chief whip). Od lutego 1991 był jednocześnie ministrem stanu w departamencie finansów. Następnie do lutego 1992 sprawował urząd ministra obrony w rządzie Charlesa Haugheya. Po rozwiązaniu niższej izby parlamentu w 1992 wycofał się z bieżącej polityki. Kontynuował działalność biznesową w ramach swojego przedsiębiorstwa.